# Фруз звичайний
Фруз звичайний (лат. Prionus coriarius Linnaeus, 1758) — вид жуків з родини Скрипунові. Типовий вид роду Prionus.

## Поширення

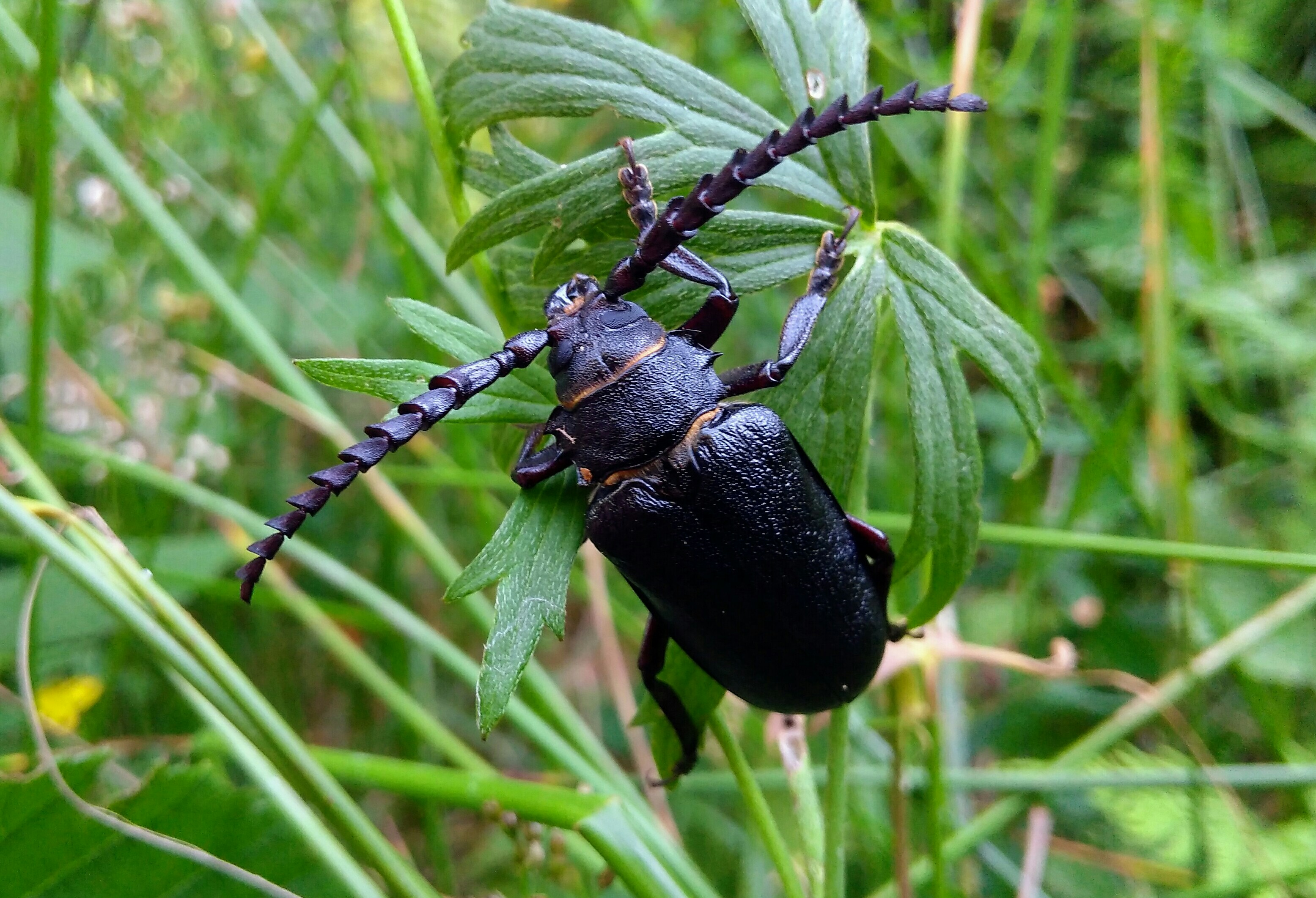
Фруз звичайний на Закарпатті

За своєю хорологічною приналежністю Фруз звичайний є західнопалеарктичним видом, який належить до палеарктичного зоогеографічного комплексу. Розвсюджений у Європі, на Кавказі, Західній Азії та Північній Африці.
В Україні вид широко розповсюджений по усій території, за винятком степової зони, де трапляється дуже спорадично.

## Екологія
Комахи приурочені до дубових, грабово-дубових, а також грабово-букових лісів. Дорослі жуки не живляться. Літ жуків триває з кінця травня до початку жовтня. У передгірних районах масовий літ Фруза звичайного розпочинається у кінці травня і триває до кінця червня, а в гірських — з червня до серпня. Комахи активні у присмерку і часто прилітають на світло (переважно самці). У день активність імаго значно нижча, комахи трапляються на ґрунті в прикореневій зоні дерев та в сухій лісовій підстилці.

## Морфологія

### Імаго
Тіло кремезне, особливо у самців, а у самок більш валькувате, довжиною 20-45 мм, коричневого або буро-коричневого забарвлення. Самці менші за самок, з вузьким плоским черевцем. Передньоспинка широка з трьома гострими шипами на бічному краї. Надкрила зі зморшкувато-точковою структурою, наявні 2-3 реберця. Вусики 12-и членикові, у самців сильно пильчасті зі збільшеними першими 5-6-а члениками, за своєю довжиною досягають половини довжини тіла, у самок вусики коротші з дрібними члениками, не заходять далі ніж за першу третину тіла.

### Личинка

Личинка Фруза звичайного у лялечковій камері

Розміри личинки досягають 50—70 мм в довжину і 13 мм в ширину Передній край лобу з 2-а поперечними кілями, верхній з яких не утворює помітних зубців, нижній — з широкими бічними зубцями. Вусики тричленикові, їх 3-й членик ледь помітний. Вічок немає. Верхня губа поперечноовальна. Передньоспинка сильно хітинізована, з яскравою помаранчевою перев'яззю. Плевральні диски наявні на 1-6 сегментах черевця.

## Життєвий цикл
Личинки розвиваються в деревині дуба, граба та деяких інших листяних порід, заселяючи мертву частково зітлілу деревину підземних частин стовбурів дерев та коренів. Личинки доволі рухомі, в стовбурах прокладають широкі — до 4 см в ширину — звивисті ходи, які цілком, окрім лялечкової камери, заповнені тирсою. Личинка часто виходить з деревини в ґрунт і міґрує в інші дерева чи пеньки. Заляльковування відбувається як в деревині, так й у ґрунті. Утворення лялечки відбувається наприкінці червня або початку липня, а розвиток триває 20—22 дні. Після виходу з лялечки, жук, протягом кількох днів, перебуває в лялечковій камері, де набуває забарвлення, після чого виходить на поверхню. Життєвий цикл — 2—3 роки.